# Desenzano del Garda
Desenzano del Garda est une commune italienne de la province de Brescia dans la région Lombardie en Italie.

## Histoire
Depuis le congrès de Vienne (1815) jusqu'en 1859, la ville de Desenzano fait partie de la monarchie autrichienne (royaume de Lombardie-Vénétie), gouvernement de Lombardie, province de Brescia.

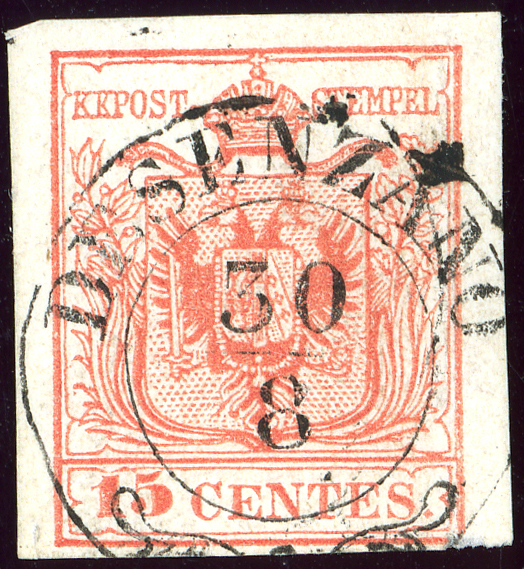
Timbre du Royaume lombardo-vénitien de 1854, 15 centesimi oblitéré à DESENZANO

## Culture
Le peintre baroque vénitien Andrea Celesti, qui avait un atelier à Brescia, a peint des retables pour la cathédrale en 1695.

## Administration
| Période                                  | Période  | Identité          | Étiquette                       | Qualité |
| ---------------------------------------- | -------- | ----------------- | ------------------------------- | ------- |
| 1994                                     | 1998     | Massimo Rocca     | PDS-Progressistes-Liste civique | Maire   |
| 1998                                     | 2002     | Felice Anelli     | FI-AN-Liste civique             | Maire   |
| 2002                                     | 2007     | Fiorenzo Pienazza | DS-DL-Liste civique             | Maire   |
| 2007                                     | 2012     | Felice Anelli     | FI-LN-AN-Liste civique          | Maire   |
| 2012                                     | 2017     | Rosa Leso         | PD-Liste civique                | Maire   |
| 2017                                     | En cours | Guido Malinverno  | LN-FI-FdI-AN-Liste civique      | Maire   |
| Les données manquantes sont à compléter. |          |                   |                                 |         |

### Hameaux
Rivoltella del Garda, Vaccarolo, San Martino della Battaglia

### Communes limitrophes
Lonato del Garda, Padenghe sul Garda, Peschiera del Garda, Pozzolengo, Sirmione

## Jumelages
- Amberg (Allemagne)
- Antibes (France)
- Île de Sal (Cap-Vert)
- Wiener Neustadt (Autriche)